# قائمة جزر ليبيا
تنتشر قبالة الساحل الليبي مجموعة جزر صغيرة، تعد ملاذات طبيعية، وبيئة ملائمة لأصناف من الطيور المهاجرة ومستوطنات للأحياء البرمائية، لاسيما في الجزء الشرقي من البلاد، وكذلك تنطوي على فرص عديدة للسياحة بشتى أنواعها. فالجزر رغم صغر مساحة معظمها، تنطوي على مقومات أولية لقيام عديد الأنشطة السياحية، بمافي ذلك الغوص أو مراقبة الأحياء البحرية، أو الصيد، والقيام بالنزهات على متن القوارب، جنباً إلى جنب مع ما توفره من فرص للاصطياف على طول موسم فصل الصيف. وعلى طول المسار الساحلي من الغرب إلى الشرق.

## القائمة
- جزيرة فروة
- جزيرة بسيس
- جزيرة الحبري
- جزيرة البردعة
- جزيرة صبراته
- جزر بحر الوادي
- جزيرة مصراته
- جزيرة السواني
- جزيرة الدجاج
- جزيرة الحمام
- جزيرة العويجة
- جزيرة ميناء طلميثه
- جزيرة بطه
- جزيرة القرص
- جزيرة العقلة
- جزيرة العلقة
- جزيرة ريمه
- جزيرة جرار امه
- جزيرة الزلوطي
- جزيرة تليل
- جزيرة معوم البل
- جزيرة ulbah
- جزر صرمان
- جزيرة الوطئة
- جزيرة القره بولي
- جزيرة الزويتينه